# Climatologie historique
 (août 2022).
La climatologie historique, branche de la climatologie, est l'étude des changements historiques du climat et de leurs effets sur l'histoire humaine. Elle se distingue de la paléoclimatologie qui étudie ces changements sur des périodes précédant l'Histoire.

## Méthodologie
Les sources primaires se trouvent parmi des enregistrements écrits comme les sagas, chroniques, histoire locale (journaux intimes, registres paroissiaux, repères de crues comme l'échelle du pont de la Tournelle), mais aussi des représentations picturales (peintures, dessins, ex-voto, art rupestre) et les enregistrements archéologiques. Elles permettant notamment par la phénologie de retracer les bans de vendange, l'apparition du « blé nouveau » sur les marchés urbains, ou de noter des évènements météorologiques (éruptions volcaniques, fréquence de tempêtes).

### Méthodologie pour la protohistoire, l'antiquité et la moyen-âge

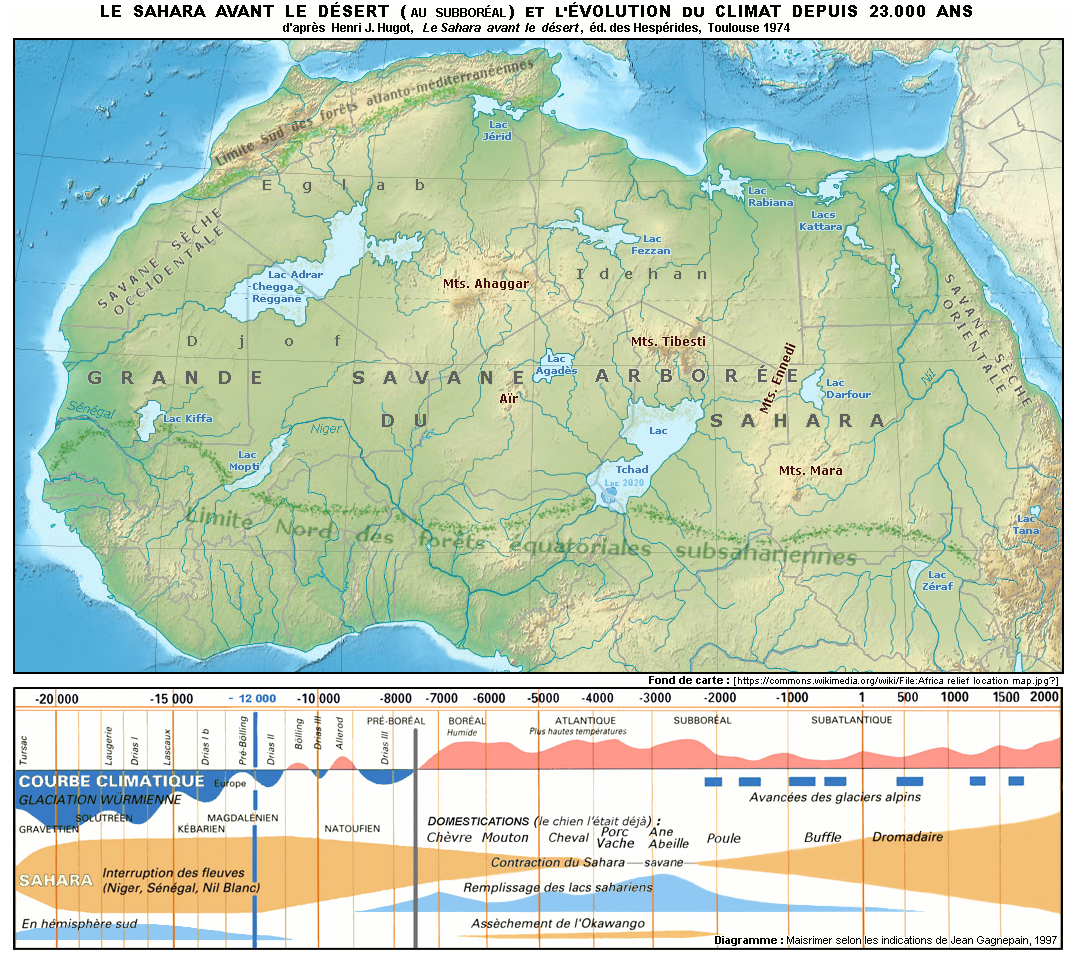
Le Sahara durant la protohistoire, au Subboréal : la végétation était de type savane arborée et la faune, attestée par les restes fossiles et l'art rupestre, comprenait des autruches, des gazelles, des bovins, des éléphants, des girafes, des hippopotames, des crocodiles…

Les travaux archéologiques, sédimentologiques et palynologiquess sont les sources les plus fiables pour la protohistoire, mais les évolutions, graduelles ou subites, du climat peuvent aussi être documentées par la glaciologie, l'art rupestre ou par l'étude comparée des mythologies.
L'invention de l'écriture rend théoriquement possible l'enregistrement des variations climatiques par les chroniqueurs. De l'Antiquité ancienne à l'an mille, des données historiques écrites ont existé dans plusieurs régions du monde. Des données météorologiques étaient par exemple présentes dans certaines archives (des prêtres romains par exemple), mais celles-ci ont presque toutes disparu jusqu'à l'époque carolingienne, hormis des exemples particuliers ou diffus que des historiens cherchent à rassembler en séries,.

### Sources historiques
Elles sont de deux types :
1. Sources narratives annales, chroniques répertoriant ou évoquant des saisons inhabituellement chaudes, froides, sèches ou humides, des tempêtes inondations. Des descriptions ou comptes concernant l'agriculture peuvent contenir des données phénologiques intéressantes, par exemple quand les chroniqueurs signalent des floraisons précoces ou tardives (ex : fraises en hiver, seconde floraison de la vigne…), des maturations de fruits précoces, de mauvaises récoltes, ou des récoltes exceptionnelles, qui renseignent aussi sur des « anomalies climatiques » plus saisonnières.
Les dates de vendanges ou de moissons sont parfois soigneusement notées sur des séries assez longues pour en dégager des tendances. Cependant ce sont plutôt les faits « frappants » qui sont notés, et non les changements lents lissés sur plusieurs décennies et siècles.
Concernant la vérifiabilité, l'incertitude et leurs relations avec la traçabilité des données. P. Alexandre distingue les notices originales (« rapportées par un témoin des faits »), probablement originales, ou encore copiées de sources connues (inintéressantes, mieux vaut se référer à la source originelle), ainsi que celles copiées de sources perdues (qui doit être identifiable pour être intéressante). Certaines séries et annales seigneuriales ou monastiques sont un travail fait par plusieurs auteurs, souvent inconnus, certains de ces auteurs pouvant parfois rapporter des faits dont ils n'ont pas été témoins (époque ou lieu différent ; Le lieu de rédaction est donc aussi une donnée importante).
2. Documents et séries météorologiques. Ce sont notamment des séries d'observations géoréférencées et soigneusement datées (ex dans les archives anglaises, sur près de 250 ans, pour les années 1209 à 1450, dans les rôles de comptabilité de l'évêché de Winchester[5],[6], ou encore dans les archives d'Anvers pour les XVe et XVIe siècles[7].
Ce type de document est très rare pour le Moyen Âge.

### Analyse critique des sources

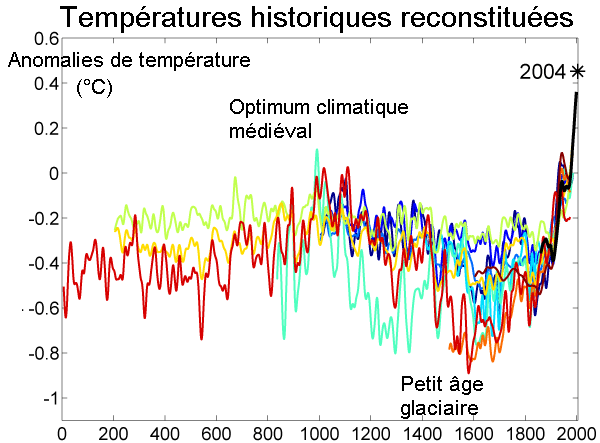
Graphe de températures indiquant les périodes de l'optimum climatique médiéval, du petit âge glaciaire, auquel succède la rupture du réchauffement climatique. Le pic de refroidissement de 535-536 est également visible.

Les sources annalistiques anciennes doivent être finement analysées pour relever, et si possible comprendre ou corriger, les incohérences, et notamment les erreurs chronologiques, fréquentes dans le passé, en raison d'erreurs de copies et de changements de calendriers ou référentiels et « styles » (les chroniqueurs médiévaux débutent rarement l'année en janvier ou à Pâques ; on parle de « style de Pâques » dans ce dernier cas, mais existaient aussi le « style de l'Annonciation », ou le « style de Noël »). De même on datait le début des saisons un mois plus tôt qu'aujourd'hui, avec le printemps commençant le 22 février (Chaire de Saint-Pierre), l'été commençant le 22 mai (à la Saint Urbain). L'automne commençait à la Saint Bartélémy, le 24 août et l'hiver le 19 novembre à la Sainte-Élisabeth). Il y a aussi plusieurs jours de différences entre le calendrier grégorien et celui de Julien. Ainsi une date de vendange signalée au 24 août correspond en fait à une vendange faite en fin du mois. La correction grégorienne implique d'ajouter + 6 jours pour les dates situées de 1000 à 1100 ; + 7 jours pour 1100 à 1300 et + 8 jours pour 1300 à 1400. Des erreurs dues à ces différences calendaires et saisonnières ont été relevées chez de nombreux météorologistes compilateurs de donnés anciennes (Norlind, Britton, Easton, etc. selon Pierre Alexandre). Ces erreurs se retrouvent dans les diagrammes réalisés d'après ces données par R. Scherhag, A. Wagner, D.J Schove et H. Flohn

Des nombreuses lacunes restent à combler. Par exemple Les annales mentionnent clairement l'inondation de Paris de 1286, mais une autre - accompagnée d'une famine - en 1407 (selon le manuscrit Munich Clm 11067 de perscrutator) est plus rarement citée, oubliée par l'historien du Climat, Pierre Alexandre note Emmanuel Poulle à propos des éphémérides météorologiques, chroniques et autres annales d'intérêt climatologique.
Des refroidissements ponctuels peuvent être expliqués par des éruptions volcaniques qui ont augmenté la nébulosité et la pluviométrie et non par une tendance climatique générale.
Les famines sont souvent attribuables à des guerres ou à des épidémies (peste noire) et ne sont pas un indice suffisant pour établir une anomalie climatique.
Des affabulations, exagérations ou témoignages suspects existent aussi, notamment dans les sources secondaires, les vies de saints ou histoires de miracles ou les témoignages de troisième mains. Il faut les détecter en croisant les sources et les indices conservés par les sols ou les cernes de croissance des arbres utilisés dans le passé.
On a ainsi pu croiser les données historiques et géographiques et montrer en Europe un réchauffement au XIIIe siècle, puis d'un refroidissement au XIVe siècle, avec des variations régionales et chronologiques qui restent à affiner.
Pour les auteurs qui dressent des tableaux et graphes par années, une difficulté méthodologique est le choix de l'année à retenir pour dater une famine ou un évènement durant quelques mois et s'étendant sur la fin d'une année et le début de la suivante. P Alexandre choisit dans ce cas de retenir la seconde année pour éviter un effet doublon.
Des données scientifiquement plus faciles à exploiter apparaissent au XVIIIe siècle à la suite de l'apparition d'instruments scientifiques de mesure de la température et de la pression atmosphérique. Les observations météorologiques qualitatives ne datent que du XVIIIe siècle.
Avant le travail de « véritables » historiens sur ces questions, des compilations ont été réalisées par des météorologues non formés à l'analyse historique critique et pluridisciplinaire des sources. Selon Emmanuel Le Roy Ladurie « les seuls spécialistes qui pouvaient prendre en main la recherche - les historiens médiévistes et modernistes - se sont dérobés ; et s'occuper des phénomènes naturels, en tant que tels, leur paraissait implicitement indigne de leur vocation d'humaniste ». Pierre Alexandre a ainsi refait le travail d'Émile Vanderlinden, pour en retirer les informations non faites par des « témoins dignes de foi ».

## Différentes phases
1. Début de l'histoire humaine écrite et constatation des variations climatiques par les chroniqueurs.
  1. 535-536 : Changement climatique de 535-536 (Climate changes of 535–536), constaté par le byzantin Procope de Césarée
  2. Xe siècle - XIVe siècle : Optimum climatique du Moyen Âge, un réchauffement localisé à l'Europe, voire à l'Amérique du Nord
  3. années 1550 - années 1850 : Petit âge glaciaire
2. La dernière phase est l'époque contemporaine et s'attache à décrire les multiples effets du réchauffement climatique ; elle est à séparer du reste compte tenu de la constante ingérence anthropique sur les équilibres climatiques depuis l'avènement de la révolution industrielle et le contrôle des énergies polluantes par l'Humanité.
  1. Recul des glaciers depuis 1850
  2. Effets du réchauffement climatique après 1850

### Sources et bibliographie
- Christian Pfister et Heinz Wanner: Klima und Gesellschaft in Europa. Die letzten tausend Jahre, Berne 2021,  (ISBN 978-3-258-08182-3). Traduction en anglais: Climate and Society in Europe. The last thousand years. Berne 2021,  (ISBN 3-258-48182-2).
- Emmanuel Le Roy Ladurie, Abrégé d'histoire du climat du Moyen Âge à nos jours, entretiens avec Anouchka Vasak, Fayard, 2007,  (ISBN 978-2-21363542-2)
- Emmanuel Le Roy Ladurie, Histoire humaine et comparée du climat, Paris, Fayard, 2004, 240 p.
- Fabien Locher, "L'Histoire face à la crise climatique", Revue en ligne La vie des idées : http://www.laviedesidees.fr/L-Histoire-face-a-la-crise.html
- Pierre Alexandre, Le climat en Europe au Moyen Âge : contribution à l’histoire des variations climatiques de 1000 à 1425, d’après les sources narratives de l’Europe occidentale, Paris : Éditions de l’École des hautes études en sciences sociales, 1987, 827 p.